# フローラン・ピートラス
フローラン・ピートラス（Florent Piétrus, 1981年1月19日 - ）は、フランスのプロバスケットボール選手。スペイン男子プロバスケットボールリーグ1部リーガACBのバレンシアBC所属。フランスの海外県グアドループ・レザビーム出身。弟のミカエル・ピートラスはオーランド・マジックの選手。
2003年のNBAドラフトで指名されることがなく、ÉBポー・オルテッズでプロ生活を始めた後、2004年から2007年まではCBマラガに所属していた。
弟のミカエルと共に2005年9月に行われたバスケットボール欧州選手権のフランス代表に選ばれ銅メダルを獲得、2006年バスケットボール世界選手権にも共に出場5位となっている。2010年世界選手権、2012年ロンドンオリンピックにも出場。